# CZ 805 G1附加型榴彈發射器
CZ 805 G1是一款在2000年代由捷克槍械製造商布羅德兵工廠為配合CZ 805「布倫」突击步枪而研製和生產的單發下掛式榴弹发射器，亦是目前捷克武裝部隊的制式下掛式榴彈發射器，發射40×46毫米低速榴彈。它除了可以下掛於步槍的下護木，也可通過增加手槍握把及槍托配件改裝成一具獨立的肩射型榴彈發射器武器系統。

## 設計細節
作為下掛式榴弹发射器，CZ 805 G1可裝在搭配於其以上的CZ 805「布倫」突击步枪的護木下方使用。另一方面，也可裝上手槍握把及伸縮式槍托組件組成的擴展機匣改裝成肩射型榴彈發射器以獨立使用。
與M203相似的是，CZ 805 G1下掛於護木下方，其扳機裝在步槍彈匣前方，發射時需要以彈匣充當握把。其主體結構分為裝填彈藥的滑動槍管及後方的擊發結構。裝填彈藥的方式為槍管側擺式，需先按下槍管套後端的鎖鈕並且讓槍管側擺以解鎖，便可從槍管後方裝填彈藥。由於採用槍管側擺式，因而可讓榴彈發射器給左右兩手使用。亦因而可以在必要時使用更長的彈藥（例如穿甲彈、破片彈、溫壓彈、煙霧彈、照明彈、燃燒彈、化學彈、催淚彈、橡膠榴彈），因此使用起來比較靈活，可發射所有的40×46毫米低速榴彈系列。一旦讓槍管回復原位，撞針便會進入待發模式，之後瞄準方向且扣下板機，即可發射榴彈。扳機護環可向左側或右側90°掰開轉動，以便使用者戴上手套以下射擊。附有的立式標尺可裝上獨立改裝組件或步槍上使用。

## 使用國家或地區

### 捷克
捷克軍隊向捷克兵工廠簽訂兩份合約，訂購CZ 805 G1榴彈發射器以及CZ 75 SP-01半自動手槍。

## 流行文化

### 电子游戏
- 2010年6月29日獨立资料片《武裝行動2：箭頭行動》的追加下载内容《武裝行動2：捷克共和国》，下掛於CZ 805。[來源請求]
- ：命名為「HEDP發射器」。能夠下掛在多款突擊步槍上，包括：AKM、AN-94、AK-200和805 BREN。[來源請求]

## 外部連結
- 官方网站